# Bernhard Weinberg
Pour les articles homonymes, voir Weinberg.
Bernhard Weinberg (1er avril 1815, Escheberg (Zierenberg) - † 25 janvier 1877, Francfort-sur-le-Main) est un entrepreneur allemand.

## Biographie
Bernhard Otto Weinberg est le fils du marchand de chevaux Salomon Maximilian Weinberg (1782-1825) et de sa femme Friederike Wäscher (1791-1830).
En 1858, il épouse Pauline Gans (1836-1921), la troisième fille de l'entrepreneur Ludwig Aaron Gans, et devient associé du grossiste en teintures Leopold Cassella & Co à Francfort. Le couple a eu quatre enfants : Maria Paulucci di Caboli (°1859), Arthur (1860-1943), Carl (1861-1943) et Friedrich Ernst (°1863).
Il fondera en 1871 avec Leo Gans, le fils cadet de Ludwig Aaron Gans, et le chimiste August Leonhardt la Frankfurter Anilinfarbenfabrik von Gans und Leonhardt (« fabrique de peinture à l'aniline de Gans et Leonhardt »).